# La Rue des bouches peintes
Pour plus de détails, voir Fiche technique et Distribution.
La Rue des bouches peintes est un film français réalisé par Robert Vernay et sorti en 1955.

## Fiche technique
- Titre : La Rue des bouches peintes
- Réalisation : Robert Vernay
- Scénario : Solange Térac d'après le roman de Maurice Dekobra[1]
- Décors : Claude Bouxin
- Costumes : Victor Noeppel
- Photographie : Jean Bachelet
- Musique du film :  Francis Lopez
- Montage : Jeannette Berton
- Son : Jacques Gallois
- Sociétés de production : Société Nouvelle des Films Dispa et Carmina Films
- Producteur : Michel d'Olivier et David Armand Medioni
- Société de distribution : Société Nouvelle des Films Dispa
- Pays d'origine :  France
- Genre : Drame
- Durée : 87 minutes (1h27)
- Date de sortie : 
  - France : 3 mai 1955

## Distribution
- Paul Bernard : Sir Rodney Wilburn
- Françoise Christophe : Lady Blanche Wilburn / Lydia
- Henri Génès : Philippe Jacquemod
- Jean Danet : Jack Morgan
- Louis Seigner : Spears
- Jean Tissier : Jules
- Gaby Basset : Mariana
- Denise Grey : Winifred
- Jean Marchat : Mollison
- André Versini : Ben Rhami
- Lucien Desagneaux : Un invité
- Jacques Marin : Le policier
- Anne-Marie Mersen : Une fille
- Jean Hébey : Le bijoutier
- Robert Le Béal
- Guy Saint-Clair
- Alain Nobis
- Philippe Mory
- Denise Carvenne
- Floriane Prévot
- Jean Clarens
- Georges Dumas
- Jeanine Fabre
- Marcelle Féry
- Fernand Gilbert
- Raymond Girard
- Jacqueline Noëlle
- France Roche
- Suzanne Talba